# 岳飞城遗址
岳飞城遗址位于中华人民共和国湖北省荆门市沙洋县五里铺镇杨集村，207国道从遗址中心穿过。遗址呈长方形，东西宽1.5公里，南北长2公里。

## 历史
岳飞于南宋绍兴四年（1134年）在此修建城堡，驻军8年至班师，故名岳飞城。

## 文物保护情况
1992年12月16日，被湖北省人民政府列为第三批湖北省文物保护单位。
其保护范围为：以遗址为中心向外延伸，东面至杨树当水库西岸，南面至五里铺镇杨集小学大门外侧，西面至五里铺镇杨集村三组居民点，北面至荆门市掇刀区团林铺镇鸦铺砖瓦厂大门外侧。
其建设控制地带为：以保护范围为界，东面向外延伸100米，南、西、北面与保护范围重合。